# Dominique Bathenay
Dominique Bathenay (* 13. února 1954, Pont-d'Ain) je bývalý francouzský fotbalista a trenér.
Hrál záložníka za AS Saint-Étienne a Paris Saint-Germain FC. Byl na MS 1978.

## Hráčská kariéra
Dominique Bathenay hrál záložníka za AS Saint-Étienne a Paris Saint-Germain FC. Se Saint-Étienne vyhrál 3× ligu a byl ve finále PMEZ 1976.
Za Francii hrál 20 zápasů a dal 4 góly. Byl na MS 1978.

## Trenérská kariéra
Bathenay trénoval několik klubů a reprezentací.

## Úspěchy

### Hráč
Saint-Étienne
- Francouzská liga (3): 1974, 1975, 1976
- Francouzský pohár (3): 1974, 1975, 1977

PSG
- Francouzský pohár (2): 1982, 1983